# ECW December to Dismember
December to Dismember was een professioneel worstel-pay-per-view (PPV) evenement. Het evenement werd voor het eerst gehouden door de voormalige worstelorganisatie Extreme Championship Wrestling (ECW) in 1995 als een niet op de televisie uitgezonden supercard. Nadat World Wrestling Entertainment (WWE) in 2003 de activa van de voormalige organisatie had verworven, werd December to Dismember in 2006 herrezen als een pay-per-view (PPV) evenement en werd het door WWE gepromoot voor zijn nieuwe ECW merkdivisie.

## Chronologie
| Evenement                  | Datum           | Stad                       | Locatie           | Main Event |
| -------------------------- | --------------- | -------------------------- | ----------------- | --- |
| December to Dismember 1995 | 9 december 1995 | Philadelphia, Pennsylvania | ECW Arena         | Tommy Dreamer, The Public Enemy (Johnny Grunge & Rocco Rock) & the Pitbulls (Pitbull #1 & Pitbull #2) vs. Raven, the Heavenly Bodies (Jimmy Del Ray & Tom Prichard), The Eliminators (Perry Saturn & John Kronus) & Stevie Richards in een Ultimate Jeopardy steel cage match. |
| December to Dismember 2006 | 3 december 2006 | Augusta, Georgia           | James Brown Arena | Bobby Lashley vs. Big Show (c) (met Paul Heyman) vs. Test vs. Rob Van Dam vs. Hardcore Holly vs. CM Punk in een Extreme Elimination Chamber match voor het ECW World Championship.                                                                                             |